# Topliga 2019
La Topliga 2019 è la 14ª edizione del campionato di football americano di primo livello, organizzato dalla PZFA.
La squadra vincitrice affronterà in una finale generale i campioni della Eastern European Superleague.

## Squadre partecipanti
| Club                | Città     | Stadio | Sponsor ufficiale | Risultato nella stagione 2018 |
| ------------------- | --------- | ------ | ----------------- | ----------------------------- |
| Bydgoszcz Archers   | Bydgoszcz |        |                   |                               |
| Kaunas Dukes        | Kaunas    |        |                   |                               |
| Kraków Tigers       | Cracovia  |        |                   |                               |
| Vilnius Iron Wolves | Vilnius   |        |                   |                               |
| Warsaw Dukes        | Varsavia  |        |                   |                               |
| Warsaw Eagles       | Varsavia  |        |                   |                               |

## Stagione regolare

### Calendario

#### 1ª giornata
| Cracovia 6 aprile 2019, ore 14:00 | Kraków Tigers | 0 – 49 (0-14 0-22 0-6 0-7) referto | Warsaw Eagles | MOS Wschód |

| Prienai 7 aprile 2019, ore 13:00 | Kaunas Dukes | 18 – 46 (0-12 0-20 6-0 12-14) referto | Vilnius Iron Wolves | Prienų stadionas |

#### 2ª giornata
| Cracovia 14 aprile 2019, ore 14:00 | Kraków Tigers | 0 – 51 (0-22 0-15 0-8 0-6) referto | Bydgoszcz Archers | MOS Wschód\| Arbitro: \| Walentynowicz \| |
| Arbitro:                           | Walentynowicz |                                    |                   |                                           |

#### 3ª giornata
| Vilnius 27 aprile 2019, ore 12:00 | Vilnius Iron Wolves | 0 – 38 (0-21 0-3 0-7 0-7) referto | Warsaw Eagles | Stadio LFF |

| Bydgoszcz 27 aprile 2019, ore 16:00 | Bydgoszcz Archers | 47 – 0 (13-0 14-0 7-0 13-0) referto | Kaunas Dukes |  |

#### 4ª giornata
| Cracovia 4 maggio 2019, ore 14:00 | Kraków Tigers | 6 – 42 (0-14 0-7 6-7 0-14) referto | Vilnius Iron Wolves | MOS Wschód |

| Bydgoszcz 4 maggio 2019, ore 16:00 | Bydgoszcz Archers | 50 – 0 (21-0 14-0 7-0 8-0) referto | Warsaw Dukes | Stadion Miejski |

#### 5ª giornata
| Prienai 11 maggio 2019, ore 15:30 | Kaunas Dukes | 0 – 75 (0-21 0-28 0-16 0-10) referto | Warsaw Eagles | Prienų stadionas |

#### 6ª giornata
| Varsavia 18 maggio 2019, ore 12:00 | Warsaw Eagles | 30 – 16 (3-6 10-3 10-7 7-0) referto | Bydgoszcz Archers |  |

| Grójec 18 maggio 2019, ore 15:00 | Warsaw Dukes | 0 – 47 (0-6 0-14 0-20 0-7) referto | Vilnius Iron Wolves | GOS Mazowsze |

#### 7ª giornata
| Bydgoszcz 1º giugno 2019, ore 16:00 | Bydgoszcz Archers | 20 – 0 referto | Kraków Tigers |  |

| Prienai 2 giugno 2019, ore 15:00 | Kaunas Dukes | 41 – 6 (14-0 7-0 6-6 14-0) referto | Warsaw Dukes | Prienų stadionas |

#### 8ª giornata
| Ząbki 8 giugno 2019, ore 20:00 | Warsaw Eagles | 42 – 0 (7-0 14-0 21-0 0-0) referto | Kaunas Dukes | DozBud Arena |

| Cracovia 9 giugno 2019, ore 14:00 | Kraków Tigers | 32 – 6 (16-0 0-0 0-6 16-0) referto | Warsaw Dukes | MOS Wschód |

#### 9ª giornata
| Vilnius 15 giugno 2019, ore 15:00 | Vilnius Iron Wolves | 3 – 32 (0-13 3-0 0-6 0-13) referto | Bydgoszcz Archers | Stadio LFF |

| Ząbki 15 giugno 2019, ore 17:00 | Warsaw Dukes | 0 – 54 (0-27 0-14 0-7 0-6) referto | Warsaw Eagles | DozBud Arena |

#### 10ª giornata
| Vilnius 22 giugno 2019, ore 13:00 | Vilnius Iron Wolves | 37 – 0 (3-0 6-0 14-0 14-0) referto | Kaunas Dukes | Stadio LFF |

| Ząbki 22 giugno 2019, ore 19:30 | Warsaw Dukes | 32 – 34 referto | Kraków Tigers | MOSIR |

### Classifica
La classifica della regular season è la seguente:
- PCT = percentuale di vittorie, G = partite giocate, V = partite vinte, P = partite perse, PF = punti fatti, PS = punti subiti

| Pos. | Squadra             | PCT   | G | V | P | PF  | PS  |
| ---- | ------------------- | ----- | - | - | - | --- | --- |
| 1    | Warsaw Eagles       | 1.000 | 6 | 6 | 0 | 288 | 16  |
| 2    | Bydgoszcz Archers   | .833  | 6 | 5 | 1 | 216 | 33  |
| 3    | Vilnius Iron Wolves | .667  | 6 | 4 | 2 | 175 | 94  |
| 4    | Kraków Tigers       | .333  | 6 | 2 | 4 | 72  | 200 |
| 5    | Kaunas Dukes        | .167  | 6 | 1 | 5 | 59  | 253 |
| 6    | Warsaw Dukes        | .000  | 6 | 0 | 6 | 44  | 258 |

## Playoff

### Tabellone
|  | Semifinali | Semifinali          | Semifinali |                   |   | XIV PLFA Superfinał | XIV PLFA Superfinał | XIV PLFA Superfinał |  |
|  |            |                     |            |                   |   |                     |                     |                     |  |
|  |            |                     |            |                   |   | 1                   | Warsaw Eagles       | 20                  |  |
|  |            |                     |            |                   |   | 1                   | Warsaw Eagles       | 20                  |  |
|  |            |                     |            | Bydgoszcz Archers | 0 |                     |                     |                     |  |
|  | 2          | Bydgoszcz Archers   | 34         | Bydgoszcz Archers | 0 |                     |                     |                     |  |
|  | 2          | Bydgoszcz Archers   | 34         |                   |   |                     |                     |                     |  |
|  | 3          | Vilnius Iron Wolves | 0          |                   |   |                     |                     |                     |  |

### Semifinale
| Bydgoszcz 6 luglio 2019, ore 16:00 | Bydgoszcz Archers | 34 – 0 (14-0 14-0 0-0 6-0) | Vilnius Iron Wolves |  |

### XIV PLFA Superfinał
| Ząbki 20 luglio 2019, ore 18:00 | Warsaw Eagles | 20 – 0 (a tavolino) referto | Bydgoszcz Archers | MOSIR |

## XIV PLFA Superfinał
La XIV Superfinał avrebbe dovuto essere disputata il 20 luglio 2019 al MOSIR di Ząbki. Tuttavia i Warsaw Eagles hanno rifiutato di giocare l'incontro in seguito a presunti tesseramenti irregolari da parte dei Bydgoszcz Archers (che hanno unito le forze con gli Herosi Bydgoszcz per disputare la stagione 2020 in LFA), quindi l'incontro è stato annullato e dichiarato vinto a tavolino per 20-0 dagli Eagles.

## Verdetti
- Warsaw Eagles Campioni della Polonia 2019